# Hirate Yurina
Hirate Yurina (平手 友梨奈) (Hán Việt - Bình Thủ Hữu Lê Nại) là diễn viên, người mẫu, ca sĩ, vũ công Nhật Bản và là cựu thành viên của nhóm nhạc thần tượng Keyakizaka46.

## Sự nghiệp
Cô vượt qua vòng cuối buổi thử giọng của Keyakizaka46  vào ngày 21 tháng 8 năm 2015 
Bài hát thử giọng là Hoshizora no Distance của The Alfee 
Cô thường được chọn làm vị trí trung tâm trong các bài vũ đạo của nhóm nhạc thần tượng Keyakizaka46. Lần đầu tiên cô được chọn làm vị trí trung tâm là trong đĩa đơn ra mắt của nhóm Silent Majority, ra mắt vào tháng 6 năm 2016 bởi Sony Records, khi cô chỉ vừa 14 tuổi và là thành viên nhỏ tuổi nhất nhóm.
Tháng 6 năm 2016, cô lần đầu được thử sức trong vai trò diễn viên của bộ phim truyền hình của nhóm nhạc Keyakizaka46 với tựa đề Who Killed Daigoro Tokuyama? (徳山大五郎を誰が殺したか?). Ngay lúc này đây, cô bé đã cho thấy rất rõ khả năng diễn xuất của mình khi vào vai một cô học sinh thông thái và luôn muốn tìm cho ra sự thật.
Trong đĩa đơn thứ hai của nhóm Keyakizaka46 "Sekai ni wa Ai Shika Nai" (ra mắt vào tháng 8 năm 2016) có bao gồm một ca khúc hát đơn của Hirate.
Vào ngày 8 tháng 10 năm 2016, tại buổi diễn thời trang thường niên GirlsAward 2016 Autumn/Winter, cô có màn ra mắt trên sàn diễn thời trang.
Vào tháng 1 năm 2017, cô và Watanabe Rika (cũng là một thành viên của Keyakizaka46) lần đầu tiên xuất hiện trong vai trò người mẫu trên tạp chí thời trang phụ nữ Larme (LARME).
Trên tạp chí truyện tranh Weekly Shonen Jump số báo 2017/14 (xuất bản ngày 2 tháng 3) đánh dấu sự xuất hiện cá nhân của cô trên bìa tạp chí. Trên số tạp chí 2017/16, cô tiếp tục có mặt cá nhân trên bìa tạp chí.
Tháng 3 năm 2017, cô tốt nghiệp trường cao trung.
Từ ngày 17 tháng 4 năm 2017, cô trở thành host trên chương trình radio cho tuổi trẻ với tựa đề "School of Lock!" trên sóng phát thanh Tokyo FM.
Cô trở thành center của 3rd Single "Futari Sezon" và 4th Single "Fukyouwaon" của Keyakizaka46.
Hirate lại một lần nữa trở lại với vai trò diễn viên trong phim truyền hình mới của đài truyền hình Nippon TV với tựa đề Zankoku na Kankyakutachi (残酷な観客達), được phát sóng từ ngày 18 tháng 5 năm 2017. Đây là bộ phim với sự góp mặt của các thành viên Keyakizaka46.
Vào tháng 12 năm 2017, cô gục ngã trong buổi biểu diễn "Kouhaku Uta Gassen" được tổ chức lần thứ 68 do Hội chứng tăng thông khí.
Tháng 1 năm 2018, cô được chuẩn đoán bị chấn thương cơ tam đầu ở cánh tay phải trong một tháng 
Vào ngày 7 tháng 2 cùng năm, cô lần đầu xuất hiện sau khi công bố bị chấn thương tại sự kiện quảng cáo mỹ phẩm "24h cosme".
Ngày 5 tháng 9 năm 2018, trong buổi biểu diễn cuối  của "Keyakizaka46 Summer Arena Tour 2018", cô bị ngã khỏi sân khấu. Được chuẩn đoán bị bầm tím và trở lại sân khấu lúc Encore lần thứ 2.
Tháng 1 năm 2019, cô nhận giải thưởng "Diễn viên mới của năm" của Giải Viện Hàn Lâm Nhật Bản lần thứ 42  Tháng 5 cùng năm, cô nhận giải thưởng " Diễn viên mới triển vọng" của Giải phê bình điện ảnh Nhật Bản lần thứ 28.
Vào ngày 23 tháng 1 năm 2020, thông báo trên trang web chính thức của Keyakizaka46 rằng cô rút lui khỏi nhóm.
Ngày 4 tháng 3 năm 2020, cô mở trang web chính thức.
Ngày 22 tháng 12 nắm 2020, cô mở kênh YouTube riêng  và đăng tải music video "Dance no Riyuu" 
Vào ngày 25 tháng 12 cùng năm, "Dance no Riyuu" được phát hành dưới dạng đĩa đơn kỹ thuật số đầu tiên của Hirate Yurina. Ra mắt với tư cách là một nghệ sĩ solo.

## Đón nhận
Hirate Yurina được xem là "sự hồi sinh của Yamaguchi Momoe" và được gọi là một trong những thần tượng Nhật Bản thu hút nhất năm 2016.

## Điện ảnh

### Phim điện ảnh
| Năm  | Tựa đề                                        | Vai         | Chú thích    | Nguồn  |
| ---- | --------------------------------------------- | ----------- | ------------ | ------ |
| 2018 | Hibiki                                        | Akui Hibiki | Vai nữ chính | [ 31 ] |
| 2020 | The Night Beyond the Tricornered Window       | Hiura Erika | Vai nữ chính | [ 32 ] |
| 2021 | The Fable: A Contract Killer Who Doesn't Kill | Saba Hinako | Vai nữ phụ   | [ 33 ] |

### Phim truyền hình
| Năm  | Tựa đề                                   | Vai           | Đài                       | Chú thích    | Nguồn  |
| ---- | ---------------------------------------- | ------------- | ------------------------- | ------------ | ------ |
| 2016 | Tokuyama Daigoro wo Dare ga Koroshitaka? | Hirate Yurina | TV Tokyo                  | Vai nữ chính |        |
| 2017 | Zankokuna Kankyakutachi                  | Hayama Yuzuki | NTV                       | Vai nữ chính |        |
| 2021 | Dragon Sakura S2                         | Kaede Iwasaki | Tokyo Broadcasting System | Vai nữ phụ   | [ 34 ] |

## Giải thưởng
| Năm  | Giải thưởng                                           | Hạng mục                         | Đề cử  | Kết quả   |
| ---- | ----------------------------------------------------- | -------------------------------- | ------ | --------- |
| 2018 | Giải thưởng phim Hochi lần thứ 43                     | Nữ diễn viên chính xuất sắc nhất | Hibiki | Đề cử     |
| 2018 | Giải thưởng phim Hochi lần thứ 43                     | Diễn viên trẻ xuất sắc nhất      | Hibiki | Đề cử     |
| 2018 | Giải thưởng phim Nikkan Sports lần thứ 31             | Diễn viên trẻ xuất sắc nhất      | Hibiki | Đoạt giải |
| 2019 | Giairi thưởng Elan d'or lần thứ 43                    | Diễn viên trẻ xuất sắc nhất      | Hibiki | Đề cử     |
| 2019 | Giải thưởng phim Mainichi lần thứ 73                  | Diễn viên trẻ xuất sắc nhất      | Hibiki | Đề cử     |
| 2019 | Giải thưởng Blue Ribbon lần thứ 61                    | Diễn viên trẻ xuất sắc nhất      | Hibiki | Đề cử     |
| 2019 | Giải thưởng phim Tokyo Sports lần thứ 28              | Diễn viên trẻ xuất sắc nhất      | Hibiki | Đề cử     |
| 2019 | Giải Viện Hàn lâm Nhật Bản lần thứ 42                 | Diễn viên triển vọng của năm     | Hibiki | Đoạt giải |
| 2019 | Giải thưởng Hội phê bình điện ảnh Nhật Bản lần thứ 28 | Nữ diễn viên mới xuất sắc        | Hibiki | Đoạt giải |